# Radical Orthodoxy
Radical orthodoxy is de naam van een groep theologen die postmoderne theologie willen bedrijven en tevens recht willen doen aan de orthodoxe traditie van de vroegchristelijke kerk. De meeste theologen van de Radical Orthodoxy zijn op een of andere manier verbonden (geweest) met de University of Cambridge. De Radical Orthodoxy boekenserie wordt geredigeerd door drie internationaal gerespecteerde theologen: John Milbank, Catherine Pickstock en Graham Ward.
Radical Orthodoxy heeft veel stof op doen waaien in de internationale theologische wereld: meerdere artikelen, boeken en bundels zijn er inmiddels aan gewijd (zie de hieronder genoemde bibliografie van J.K.A. Smith).

## Leer
De naam van Radical Orthodoxy roept op het eerste gezicht vragen op. ‘Radical’ wordt gemakkelijk geassocieerd met rigoureus en fundamentalistisch, en ‘Orthodoxy’ met starheid en traditionalisme. Dit is niet de bedoeling van deze theologen. Met ‘Orthodoxy’ wordt in de eerste plaats tot uitdrukking gebracht dat men wil werken in verbondenheid met het oorspronkelijke credo van het christendom, zoals dit tot uitdrukking gebracht is in de oecumenische geloofsbelijdenissen (de Apostolische geloofsbelijdenis, de Geloofsbelijdenis van Nicea en de Geloofsbelijdenis van Athanasius). Deze aansluiting bij de theologie van de Oude Kerk hangt samen met hun kritiek op de moderne scheiding tussen het seculiere en het religieuze, waarvan in de Oude Kerk nog geen sprake was. Door de nadruk op de theologie van de Oude Kerk kan en wil men ook oecumenisch te werk gaan.
Het woord ‘Radical’ betekent dat men terug wil naar de wortels (Latijn: radices) van het christendom, te vinden bij oudchristelijke theologen als Augustinus van Hippo en middeleeuwse theologen als Thomas van Aquino. Zo komt men tot een radicale kritiek op het (post)modernisme en tot een herinterpretatie van de traditie met behulp van diverse christelijke Verlichtingscritici, zoals Johann Georg Hamann, Jacobi, Søren Kierkegaard en Gilbert Keith Chesterton. Die radicale kritiek houdt kort gezegd in dat de moderne wetenschappen hun wortels verloochenen, die nergens anders liggen dan in de theologie.

### Centraal theologisch concept: participatie
Volgens Radical Orthodoxy kan de wereld niet los van God gedacht worden en daarom staat in hun denken het idee van de participatie centraal. In de menswording van de Zoon van God (vgl. Johannes 1:14) maakt God definitief duidelijk dat hij zichzelf openbaart in de waarneembare, materiële werkelijkheid. God manifesteert zichzelf in de zichtbare werkelijkheid en die werkelijkheid maakt deel uit van God. De werkelijkheid grondt dus niet in zichzelf (het moderne immanentisme) of in het niets (het postmoderne nihilisme), maar in de drie-enige God. Dit wordt door hen ‘suspending the material’ genoemd. ‘Suspending’ heeft daarin twee betekenissen: enerzijds wordt de materiële werkelijkheid geïnterrumpeerd door de transcendente God, wat leidt tot een zekere instabiliteit en afhankelijkheid; anderzijds wordt de materiële werkelijkheid als het ware opgehangen (‘suspended’) aan de transcendente God. Kort gezegd, alles wat er is, is slechts omdat het meer is dan het is.

## Radical Orthodoxy in Nederland
In Nederland komt Radical Orthodoxy moeizaam in beeld. Een van de oorzaken zou kunnen zijn dat de Nederlandse theologie sterker op Duitsland georiënteerd is, terwijl Radical Orthodoxy een typisch Brits fenomeen is dat echter ook duidelijk beïnvloed is door de Franse theologie (en filosofie). Radical Orthodoxy keert zich sterk tegen de Verlichtingstheologie alsook tegen die vormen van postmoderne theologie die naar de interpretatie van Radical Orthodoxy niet meer zijn dan een voortzetting van het modernisme (Mark C. Taylor, Don Cupitt e.a.). De kritiek van Radical Orthodoxy op het modernisme leidt ook tot kritiek op het protestantisme, dat de Nederlandse theologische wereld sterk gestempeld heeft. Tot op heden is in de tijdschriften Radix, Theologisch Debat en Tijdschrift voor Theologie aandacht besteed aan Radical Orthodoxy.